# カッキー
カッキーは、奈良県五條市のシンボルキャラクター。柿博物館（柿ドーム）のキャラクターであった。

## 変遷
- キャラクターデザインは、漫画家の丘あつし。元は、旧西吉野村のシンボルキャラクターだったが、旧西吉野村と旧五條市の合併により、五條市のキャラクターに加わる。旧大塔村の星博士も同様である。
- 2011年8月15日、五條市のゴーちゃん、旧大塔村の星博士とのユニット名が「ゴーカスター」に決定。同時に着ぐるみもリニューアルされ、胸のマークが五條市のものになった。

## 歌
- 現在、「GOGO五條のゴーカスター」というCDが販売されている。
- これは、ゴーちゃん、カッキー、星博士の3つのキャラクターの歌である。